# خالد جميل الصرايرة
الفريق أول الركن خالد جميل الصرايرة (1944 - 18 نوفمبر 2020)، هو قائد عسكري أردني ولد في مؤتة بمدينة الكرك. شغل منصب رئيس هيئة الأركان المشتركة للقوات المسلحة الأردنية سابقاً من تاريخ 5 مارس 2003 حتى 23 فبراير 2010. كما كان عضوا في مجلس الأعيان الثالث والعشرين والرابع والعشرين.

## حياته
درس الإبتدائية في مؤتة والإعدادية في المزار الجنوبي وأتم الدراسة الثانوية في مدرسة الكرك الثانوية. عمل كمعلم في وزارة التربية والتعليم في مدينة نابلس (التي كانت متصرفية آنذاك) وفي مدارس أخرى في جنين والقدس لمدة عام تقريبا.
بدأ حياته العسكرية عندما التحق بدورة الضباط عام 1965 وتخرج برتبة ملازم . عمل كضابط دروع واشترك في عدة دورات داخلية وخارجية ومن أهمها كلية القيادة والأركان الملكية الأردنية . كلية الدفاع الوطني / باكستان.
خلال خدمته العسكرية تسلم مناصب قيادية ومناصب مختلفة أهمها، قائد كتيبة دبابات، قائد لواء مشاة، موجه في كلية الحرب الملكية الأردنية، آمر كلية العلوم العسكرية / جامعة مؤتة، قائد فرقة مشاه آلية، مفتش عام للقوات المسلحة الأردنية.
قبل توليه منصبه كرئيس لهيئة الأركان المشتركة كان يعمل نائبا لرئيس هيئة الأركان المشتركة منذ عام 2000.
احيل إلى التقاعد سنة 2010. 

## الأوسمة
- وسام الاستقلال من الدرجة الرابعة.[3]
- ميدالية معركة الكرامة.
- شارة الكفاءة القيادية.
- وسام الخدمة 67 – 71.
- وسام اليوبيل الفضي.
- وسام الإستحقاق العسكري درجة 3.
- شارة تقدير خدمة مخلصة طويلة.
- شارة الكفاءة الإدارية والفنية.
- وسام الكوكب درجة/2.
- وسام النهضة درجة/2.
- شارة الكفاءة التدريبية.
- وسام الاستقلال درجة/1.
- شارة المشاركين في مؤتمر عمان الأول.
- وسام استحقاق أمريكي درجة قائد.
- الوسام المنوي الباكستاني.
- وسام القيصر الكسندرنفسكي الروسي درجة/1.
- وسام جوقة الشرف درجة كوماندوز فرنسي

## وفاته
توفي في 18 نوفيمبر 2020 وقد شيعت جنازته بمراسم عسكرية رسمية شارك فيها حشد كبير من أبناء محافظة الكرك. 